# William Alfred Cook
William Alfred Cook (* 27. Januar 1931 in Matton, Illinois; †  15. April 2011) war ein US-amerikanischer Unternehmer.

## Leben
Cook studierte an der Northwestern University Biologie. Er gründete das US-amerikanische Medizintechnikunternehmen Cook Group. Nach Angaben des US-amerikanischen Forbes Magazine gehörte Cook zu den reichsten US-Amerikanern und war 2005 in The World’s Billionaires gelistet. Cook war verheiratet, hatte ein Kind und wohnte mit seiner Familie in Bloomington, Indiana.